# Tramway de Biïsk
Le tramway de Biïsk est le réseau de tramway de la ville de Biïsk, en Russie. Il est composé de quinze lignes. Sa construction a débuté en 1958 et le réseau est entré en service le 13 juin 1960.

## Réseau
Le réseau est emprunté par quinze lignes de tram : 1, 1a, 2, 2a, 3, 3a, 3k, 4, 5, 5a, 5b, 5k, 6, 7, 7k.